# Стеклянный городок
Стеклянный городок — исторический район Санкт-Петербурга. Находится в восточной части города на левом берегу Невы к югу от Обводного канала.

## История
В 1770-х годах по приказу графа Г. А. Потёмкина, которому были пожалованы земли у Глухого озера, известные как имение Озерки, были выстроены стекольный и зеркальный заводы. В 1791 году, после смерти графа, заводы были выкуплены в казну, и на их базе был создан Императорский стеклянный завод. В конце XIX века завод влился в Императорский фарфоровый завод и был перевезён на площади ИФЗ на Шлиссельбургском тракте, а в Стеклянном городке на Дёминской ул. появились Зеркальные мастерские Петроградского стекольного промышленного общества. После национализации в 1920 г., на их основе которых была создана Дёминская (Ленинградская) зеркальная фабрика (1924) и позднее основан Ленинградский завод художественного стекла (1940), сейчас — ПО «Росстеклохрусталь».
На территории Стеклянного городка существовало большое Глухое озеро, засыпанное в 1870-х (напоминание о нём сохранилось в названии Глухоозёрского шоссе). В 1910-х годах был разработан новый план застройки района, предусматривавший строительство так называемого Царского городка с системой улиц-лучей и улиц-кругов. Однако проект так и не был реализован, и о нём напоминает только существующая по сей день улица 2-й Луч.
На берегу Невы в 1894—1898 годах была построена Церковь Божией Матери Всех Скорбящих Радости, разрушенная в 1933 году (сохранилась лишь часовня), восстановлена в 2021 году. В храме хранилась известная и почитаемая горожанами икона Божией Матери «с грошиками».

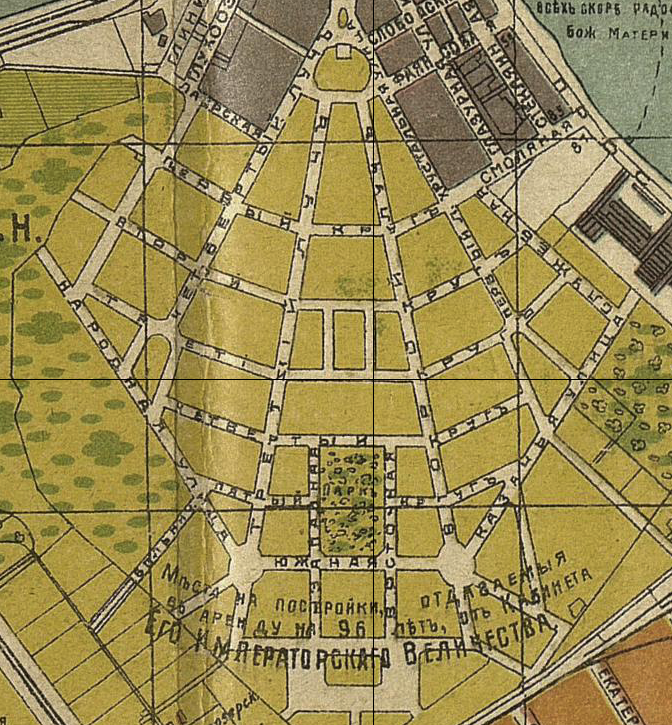
Часть карты 1916 года с планом строительства «Царского городка» с системой улиц-лучей.

Промышленный профиль Стеклянного городка получил отражение в названиях ряда сохранившихся до наших дней улиц: Хрустальной, Стеклянной, Смоляной, Глазурной, Фаянсовой, а также Зеркального переулка. Одна из улиц названа именем профессора Н. Н. Качалова — организатора производства оптического стекла в России во время Первой Мировой войны и далее в советское время, а также инициатора создания хрустального производства и художественного стекла.
Начиная с 2006 года территория бывшего Стеклянного городка является платформой для реализации ряда градостроительных проектов.